# Kenneth Strickfaden
Kenneth Strickfaden (1896-1984), conocido también como "Mr. Electric", fue un ingeniero eléctrico y diseñador de efectos especiales estadounidense, reconocido por su trabajo en la industria cinematográfica. Es famoso por haber creado los efectos eléctricos de la película de 1931 Frankenstein de James Whale.
Trabajó en más de 100 películas como La máscara de Fumanchú o El mago de Oz, pasando por la serie de televisión La familia Monster. Su último trabajo fue en El jovencito Frankenstein de Mel Brooks 1974.
Sus máquinas de alta tensión, bobinas de Tesla y arcos eléctricos se convirtieron en un elemento visual distintivo del cine de terror y fueron reutilizados en numerosas secuelas y películas del género.